# Willy Reichstein
Willy Reichstein (* 9. Dezember 1915 in Breslau; † 22. August 1978) war ein deutscher Politiker (CSU, GB/BHE, FDP).

## Leben
Reichstein war von 1939 bis 1945 in der Wehrmacht, zuletzt als Oberarzt. Am 30. August 1937 beantragte er die Aufnahme in die NSDAP und wurde rückwirkend zum 1. Mai desselben Jahres aufgenommen (Mitgliedsnummer 5.425.025). Seit 1947 war er als praktischer Arzt tätig. 1948 war er für die CSU Stadtrat und im Kreistag, und 1948 bis 1950 stellvertretender Landrat in Landau an der Isar. 1950 trat er aus der CSU aus und war Mitbegründer des BHE und ab 1952 dessen Bezirksvorsitzender für Niederbayern. Reichstein wurde 1955 und erneut 1959 als Richter an das Bundessozialgericht berufen.
Reichstein gehörte dem Deutschen Bundestag von 1953 bis 1957 an. Vom 26. April 1956 war er stv. Vorsitzender der GB/BHE-Fraktion. Reichstein setzte sich als Abgeordneter insbesondere für eine atomwaffenfreie Zone in Deutschland (West und Ost) ein und warnte auch vor nuklearer Aufrüstung im übrigen Europa. Von 1958 bis 1962 war er Mitglied des Bayerischen Landtages. Gegen Ende der Wahlperiode trat er zur FDP über.